# 千葉県道264号高塚新田市川線
千葉県道264号高塚新田市川線（ちばけんどう264ごう たかつかしんでんいちかわせん）は、千葉県松戸市高塚新田の国道464号交点を起点とし、市川市市川のJR市川駅前を終点とする一般県道である。

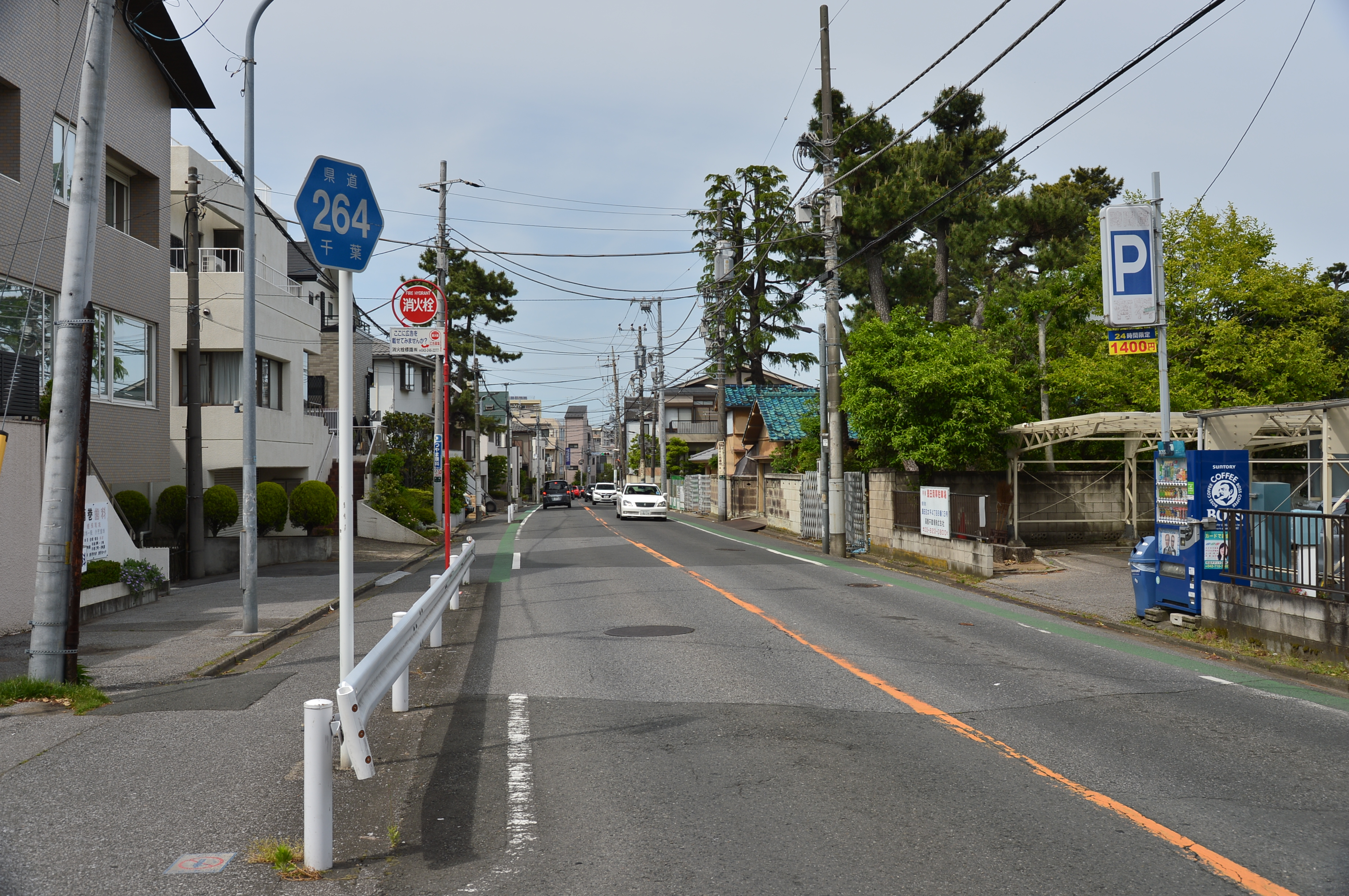
千葉県道264号高塚新田市川線・市川市真間1丁目（2016年5月）

## 路線データ
- 起点：松戸市高塚新田（高塚十字路：国道464号交点）
- 終点：市川市市川、JR市川駅前（北口）
- 総延長：*.* km（東葛飾土木事務所管内：*.* km、葛南土木事務所管内：*.* km）
- 重用延長：*.* km（東葛飾土木事務所管内：1.918 km[1]、葛南土木事務所管内：*.* km）
- 実延長：*.* km（東葛飾土木事務所管内：0.000 km[2]、葛南土木事務所管内：3.629 km[3]）

## 重複区間
- 千葉県道51号市川柏線（起点 - 市川市曽谷）
- 国道14号、千葉県道60号市川四ツ木線（市川市新田「新田5丁目交差点」 - 市川市市川）

## 地理

### 通過する自治体
- 千葉県
  - 松戸市 - 市川市

### 交差する道路
- 千葉県道51号市川柏線（起点、市川市曽谷）
- 国道298号（市川市国分）
- 国道14号（市川市新田5丁目交差点）
- 国道14号、千葉県道60号市川四ツ木線（市川市市川）

### 沿線
- 市川市立国分小学校（市川市東国分）

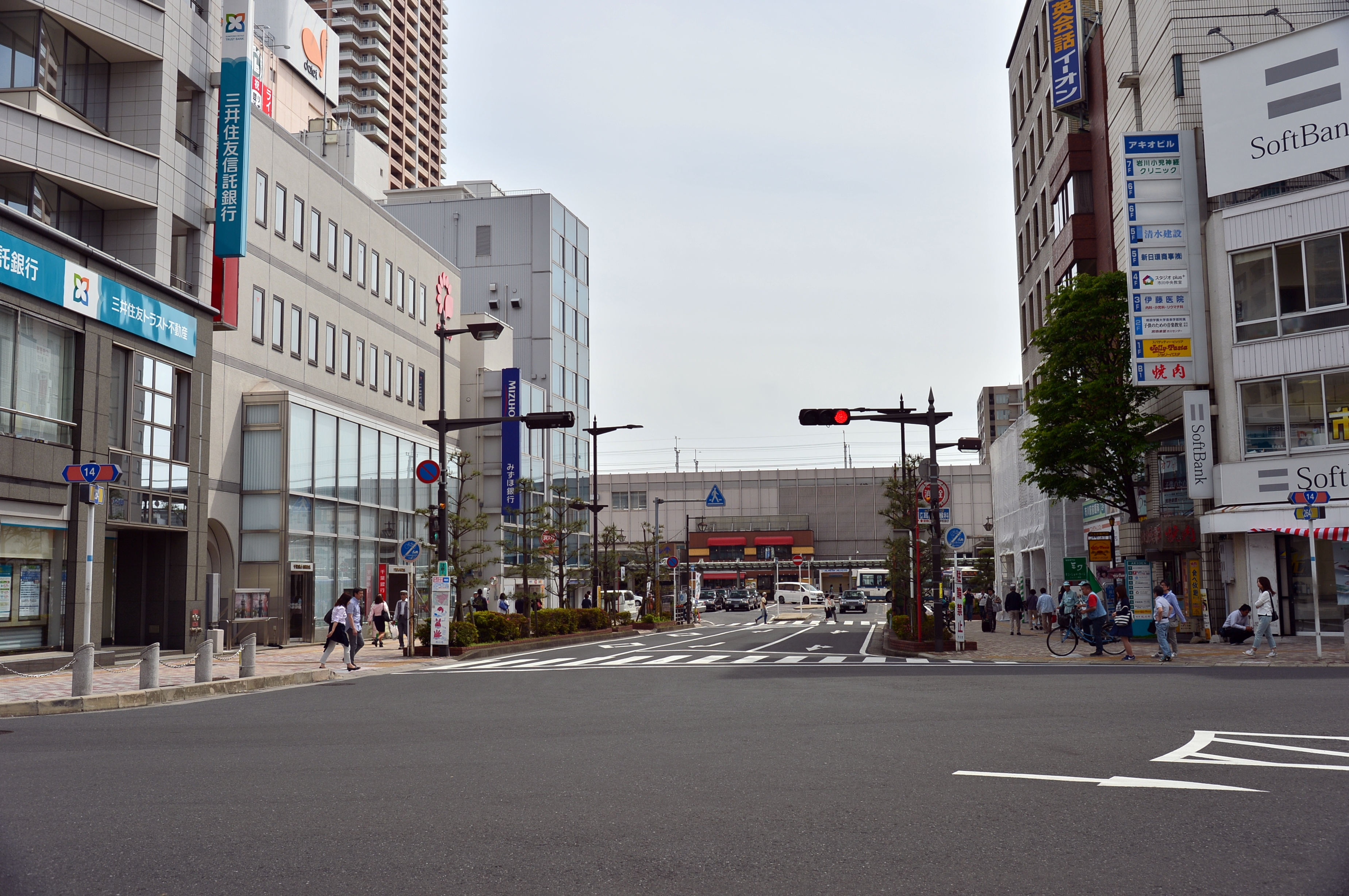
JR市川駅北口前の県道264号。国道14号交点から市川駅へ向けて撮影。（2016年5月）

- 国府台女子学院小学部・中学部・高等部（市川市菅野）
- 京成本線 市川真間駅（市川市真間）
- JR総武本線 市川駅（市川市市川）